# Huerta de Murcia
Die Comarca Huerta de Murcia ist eine der zwölf Comarcas in der autonomen Gemeinschaft Murcia. Die Region ist sehr landwirtschaftlich geprägt, speziell der Weinbau nimmt große Flächen ein.
Die im Osten gelegene Comarca umfasst 4 Gemeinden auf einer Fläche von 956,50 km².

## Gemeinden
Zur Comarca gehören folgende vier Concejos. Die Aufteilung der Comarca wurde 1982 in der Autonomieerklärung festgelegt

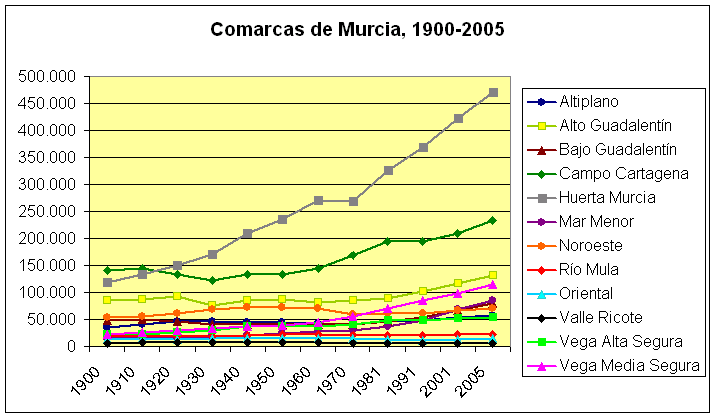
Bevölkerungsentwicklung von 1900 bis 2005

| Gemeinde                 | Einwohner (2024) | Fläche km² | Dichte Einw./km² | Cod INE | Postleitzahl |
| ------------------------ | ---------------- | ---------- | ---------------- | ------- | ------------ |
| Alcantarilla             | 43.547           | 16,24      | 2.681            | 30005   | 30820        |
| Beniel                   | 11.535           | 10,06      | 1.147            | 30010   | 30130        |
| Murcia                   | 474.617          | 886,00     | 536              | 30030   | 30001–30012  |
| Santomera                | 16.320           | 44,20      | 369              | 30901   | 30140        |
| Comarca Huerta de Murcia | 546.019          | 956,50     | 571              | –       | –            |

## Kultur
Der „Rat der guten Männer der Huerta de Murcia“ ist ein Wassertribunal, ein Gremium aus sieben Vertretern der landwirtschaftlichen Regionen, das die Verteilung des zur Bewässerung notwendigen Wassers überwacht und in Streitfällen entscheidet. Gemeinsam mit dem Wassergericht von Valencia wurde diese Institution 2009 in die UNESCO-Liste des immateriellen Kulturerbes der Menschheit aufgenommen.